# Поезд в облака
«Поезд в облака» (исп. „Tren a las Nubes“) — туристический поезд в провинции Сальта, Аргентина. Поезд проходит по восточной части железнодорожной линии Сальта — Антофагаста железной дороги Бельграно (также известна как линия «С-14»), которая соединяет Северо-Запад Аргентины с чилийской границей в Андах, на высоте 4220 метров над уровнем моря, это пятая по высоте железная дорога в мире. Первоначально построенная по экономическим и социальным причинам, сейчас в первую очередь железная дорога интересна туристам как историческая железная дорога, хотя для жителей также доступны и более дешёвые билеты для проезда в других поездах.

## Обзор

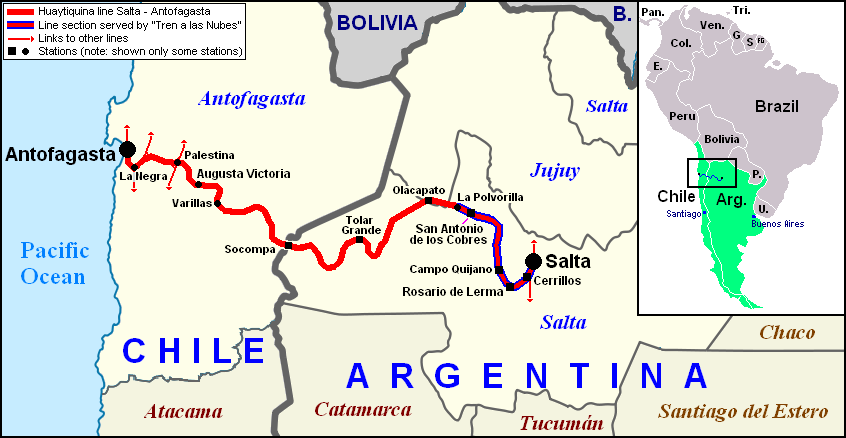
Маршрут поезда на карте железной дороги Сальта — Антофагаста.
Линия Сальта — Антофагаста и её ответвления
Маршрут поезда «Tren a las Nubes»

Железнодорожная линия проходит по 29 мостам, 21 тоннелю, 13 виадукам, 2 спиралям и 2 зигзагам. Из-за решения не использовать зубчатую железную дорогу маршрут проложен так, чтобы избежать крутых подъёмов. Зигзаги позволяют поезду ехать в гору, двигаясь вперед и назад параллельно склону горы.
Поезд отправляется из Сальты каждую субботу в 07:05, и возвращается около полуночи, хотя большинство туристов просто проезжает в одну сторону, а возвращается обратно другим способом. Поезд состоит из обеденного вагона, вагона-бара, зоны первой помощи и двух пассажирских вагонов на 170 человек, хотя ожидается их увеличение до 400 с течением времени.
В настоящее время поезд отправляется с вокзала Сальта, проходя за 15 часов 434 километра в обе стороны до виадука Polvorilla, расположенном на высоте 4220 м над уровнем моря и обратно. Это изогнутая эстакада 224 м длиной и 64 м высотой. Существуют многочисленные остановки по пути, некоторые с рынками, где продаются ремесленные товары и местные жители предлагают блюда региональной кухни.

## История

### Начало

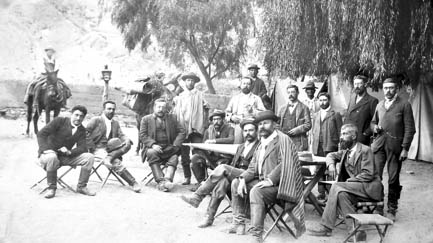
Ричард Мори (третий слева) с работниками железнодорожного транспорта

Возможности постройки железной дороги в районе начали обсуждаться ещё в 1889 году, и до 1916 года были проведены многочисленные исследования, учитывающие крутые уклоны и суровость местности. Строительство железной дороги официально началось в 1921 году, с намерением соединения севера Аргентины с Чили через Анды. Виадук Polvorilla, самый высокий на линии, закончен 7 ноября 1932 года.
Маршрут был разработан американским инженером Ричардом Мори (который позже умер в Сальте), поэтому одна из станций названа в его честь. Железная дорога была торжественно открыта 20 февраля 1948 года, после многочисленных задержек и осложнений, и 2-летнего периода, когда работа была парализована.
Линия получила своё название в начале 1960-х годов после того, как студенты снимали поездку на железной дороге Сальта — Антофагаста изнутри вагона поезда, часто показывая клубы пара от паровоза, которые вместе с холодным горным воздухом образуют крупные плотные облака. Отснятый материал позднее был предложен газете Кларин, чтобы снять документальный фильм, который впоследствии получил название «Tren a las Nubes» («Поезд в облака») из-за высокогорных особенностей маршрута. Ferrocarriles Argentinos (FA) одобрило это имя, чтобы сделать линию более привлекательной для туристов в 1972 году, когда линия официально была признана исторической железной дорогой.

### Приватизация
Госкомпания Ferrocarriles Argentinos действовала до начала 1990-х годов, когда Карлос Менем провёл приватизацию, и «Tren a las Nubes» завладел частный местный оператор, который принял линию в 1991 году.
В 2005 году поезд остановился на высоте 3500 м, с пассажирами, которых необходимо было эвакуировать с помощью вертолетов. Национальное и провинциальное правительства отремонтировали путевое хозяйство, заменив 60 км железнодорожных путей и предоставили новую концессию частной компании «Ecotren» для управления «Tren a las Nubes». Линия была снова открыта для пассажиров 6 августа 2008 года.

### Национализация

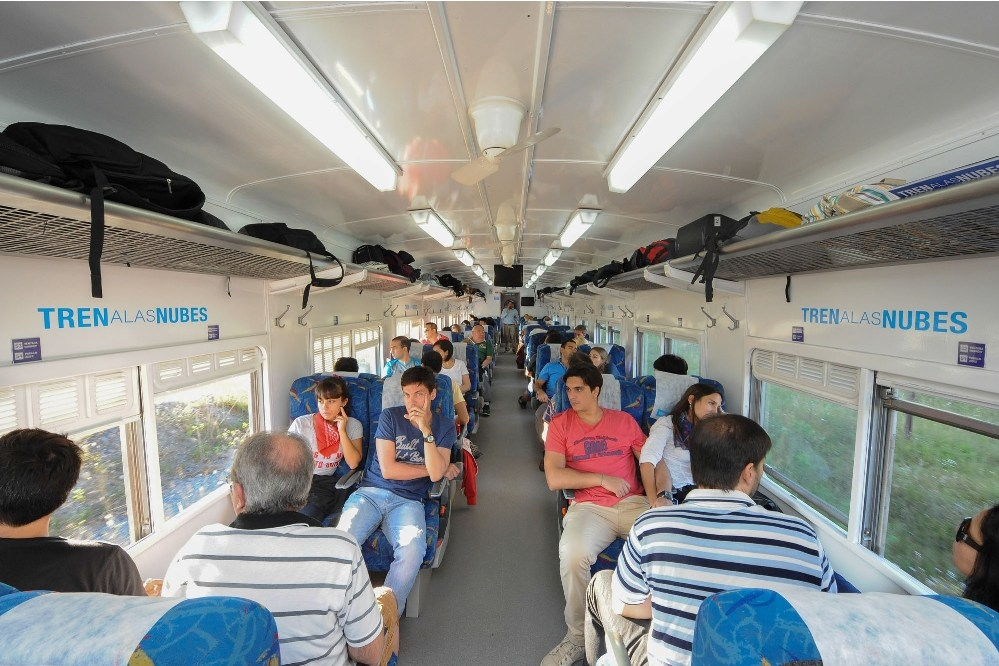
Интерьер вагона после национализации

В июле 2014 года поезд сошел с рельсов возле Abra Muñano, на высоте 4000 м, не доезжая 80 км до Сан-Антонио-де-лос-Кобрес. Около 400 пассажиров пришлось эвакуировать из поезда. После инцидента правительство Сальты расторгло контракт с «Ecotren» из-за недостаточной безопасности, линия была национализирована и провинция взяла на себя её содержание.
Правительство Сальты, как оператор сервиса, объявило запуск «Tren a las Nubes» в марте 2015 года, но запуск состоялся лишь 4 апреля 2015 года. Во время 8-месячного простоя, проведён ремонт путей и подвижного состава. При этом провинция вместе с грузовой транспортной компанией Belgrano Cargas реконструировали вагоны, а тепловозы отремонтировали в мастерских Alta Córdoba.

## Галерея

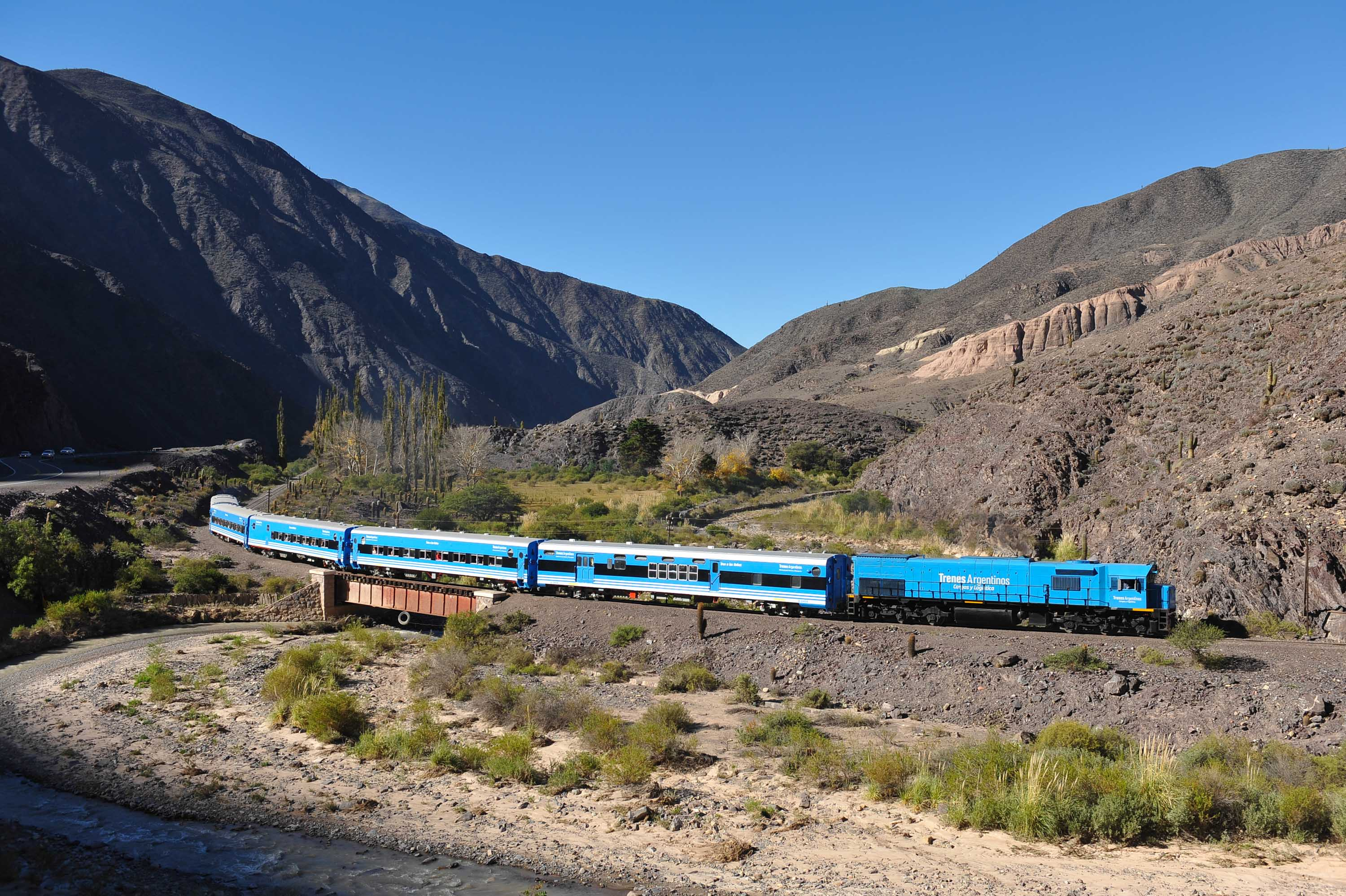
Недавно отреставрированный поезд проходит мост
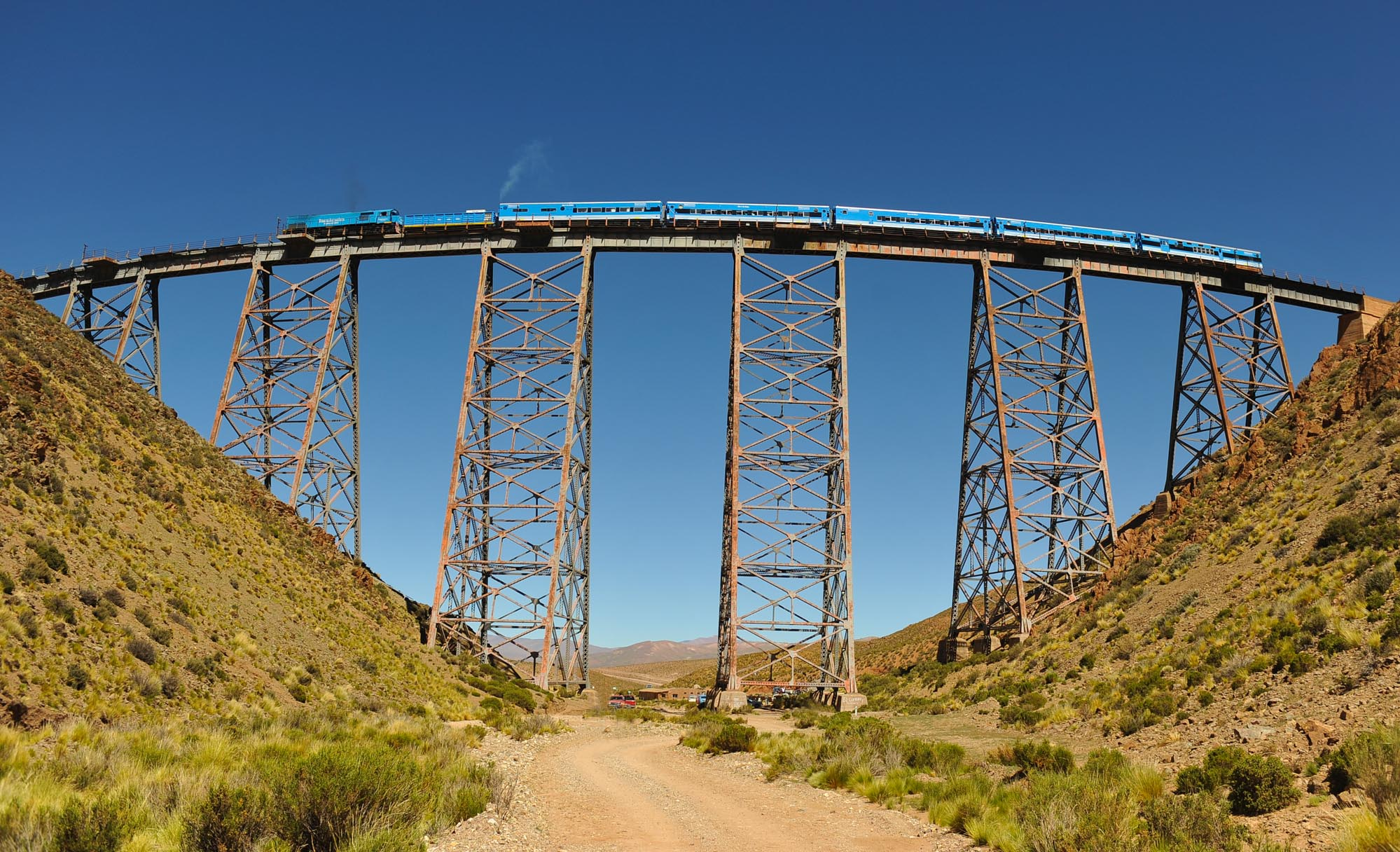
Поезд проходит один из 13 виадуков
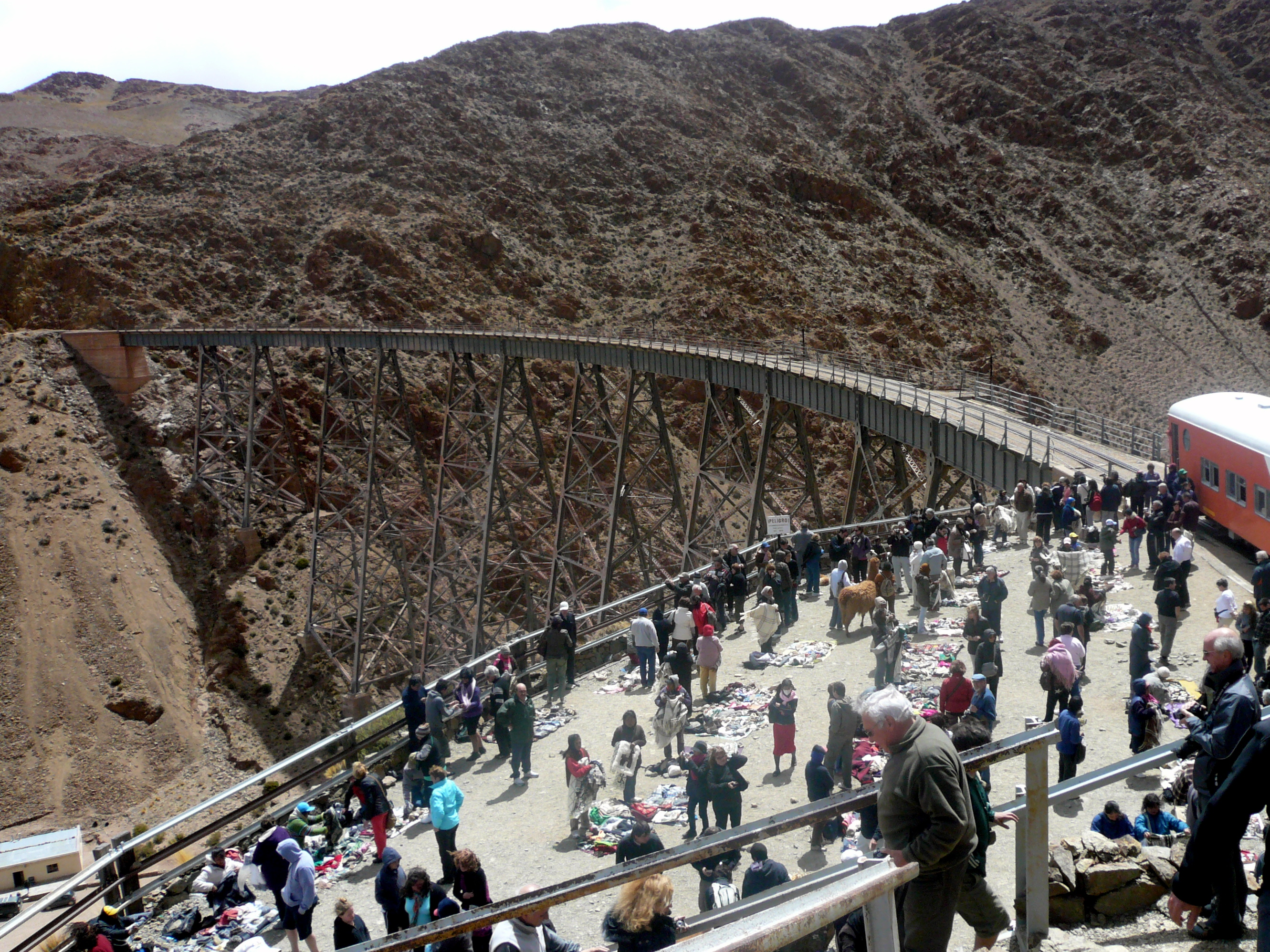
Виадук La Polvorilla с ремесленного рынка
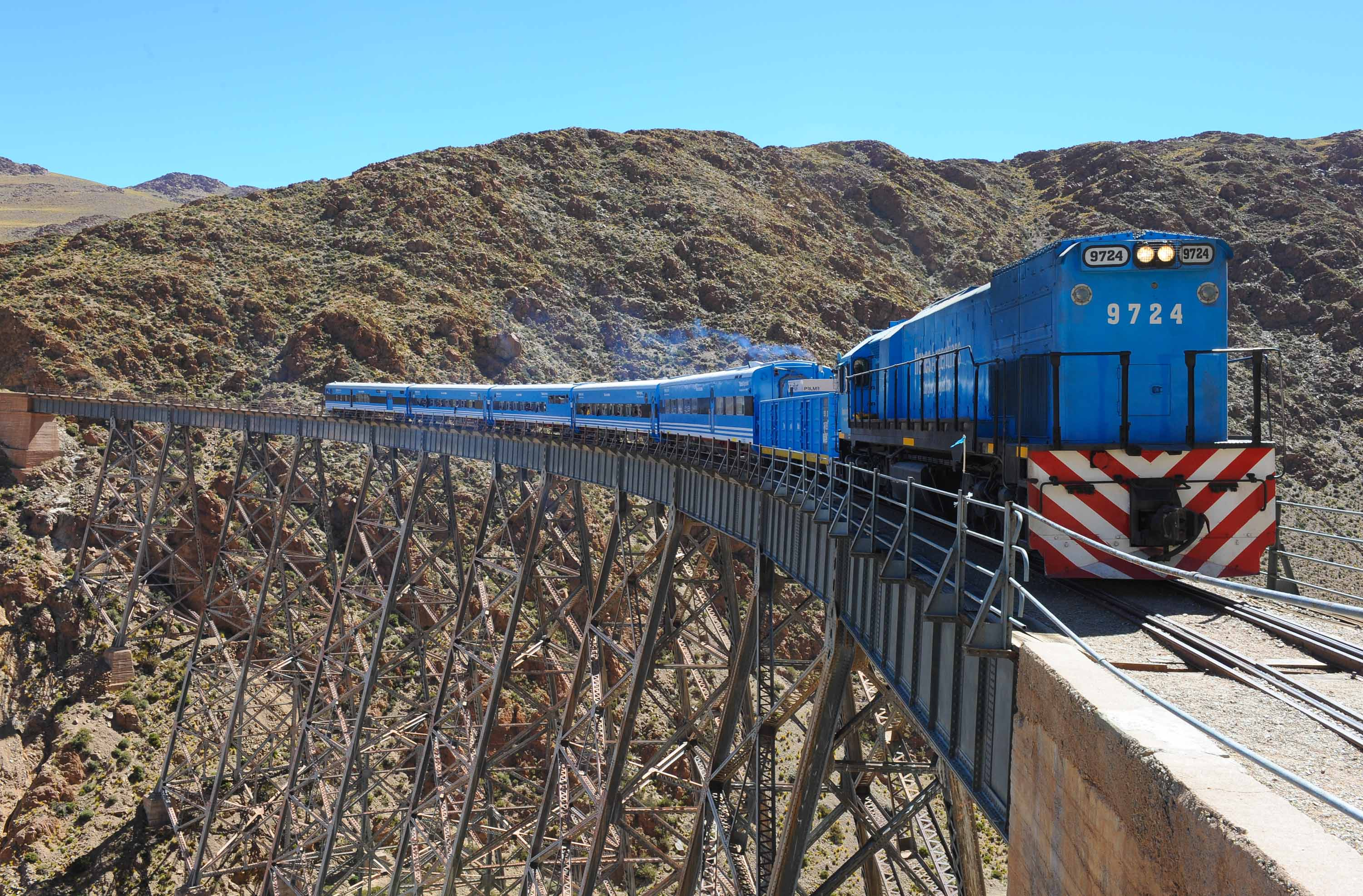
Восстановленные поезда были в окраске Trenes Argentinos
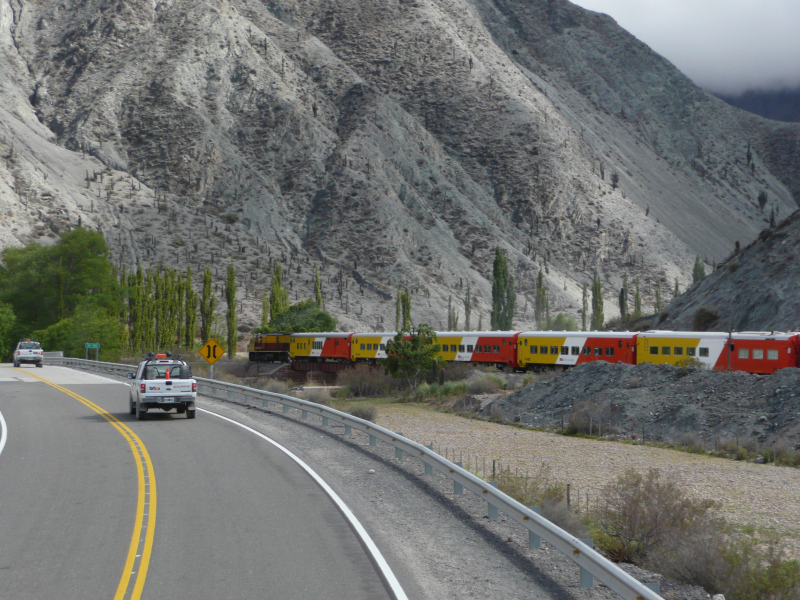
Поезд «EcoTren» идёт параллельно Национальному маршруту 40
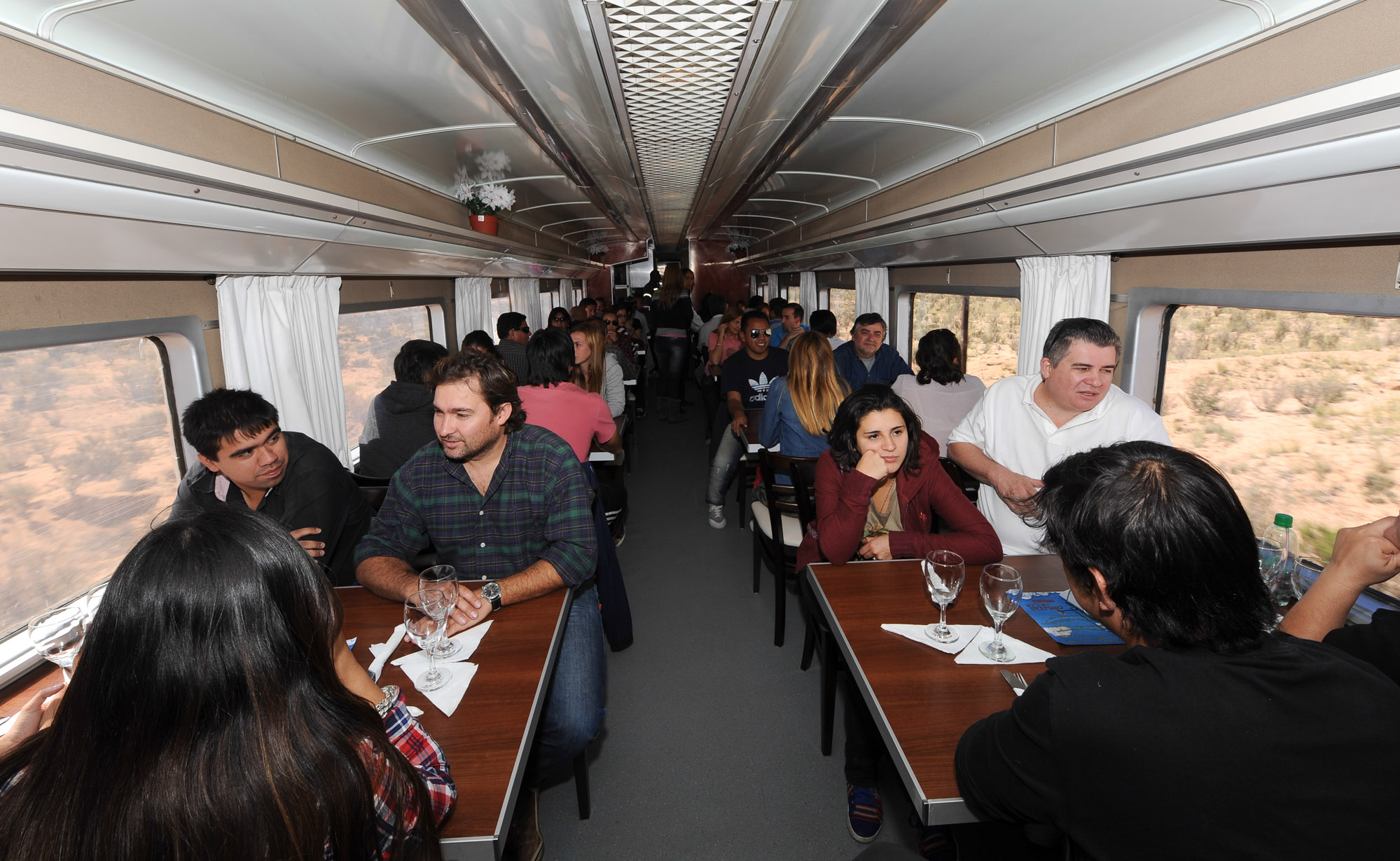
Интерьер вагона-ресторана